# Jon Hansen
Jon Paul Christian Hansen CSsR (ur. 18 lutego 1967 w Edmonton) – kanadyjski duchowny katolicki, biskup MacKenzie-Fort Smith od 2018.

## Życiorys

### Prezbiterat
Święcenia kapłańskie przyjął 24 kwietnia 2004 w zgromadzeniu Najśw. Odkupiciela. Pracował głównie w zakonnych parafiach, był też dyrektorem ds. formacji w klasztorze w Toronto oraz kierownikiem zakonnego projektu Out of the Cold.

### Episkopat
15 grudnia 2017 roku został mianowany przez papieża Franciszka biskupem diecezji MacKenzie-Fort Smith. Sakry udzielił mu 16 marca 2018 metropolita Grouard-McLennan - arcybiskup Gérard Pettipas.